# Mathias Coureur
Mathias Coureur est un ancien footballeur français professionnel né le 22 mars 1988 à Fort-de-France, en Martinique. Il jouait au poste de milieu offensif.

## Biographie
Il passe son enfance successivement à Paris, Créteil puis à Sucy-en-Brie où il commence le football au Sucy Football Club. Très tôt, il manifeste son envie d'être footballeur professionnel. À l'âge de 12 ans, bien que retenu par le PSG, il rejoint le club doyen, le HAC (Havre Atlétic Club) qui le forme durant six ans. Il rejoint la région parisienne et le club de Créteil. À l'intersaison 2007, il rejoint l'AS Beauvais Oise. D'abord remplaçant, il devient un partenaire efficace et trouve sa place rapidement en qualité de titulaire. C'est lors du match ASBO contre l'OM en 32e de finale de coupe de France en 2008 qu'il se fait remarquer par de nombreux clubs. Il choisit d'accepter la proposition du FC Nantes en Ligue 2 pour le challenge sportif. Tout ne se passe pas comme il le souhaite puisque le joueur ne dispute aucune rencontre en Ligue 2 et n'évolue qu'avec l'équipe B. Prêté à Gueugnon, il y passe quelques mois et ne joue presque pas pour ensuite regagner le FC Nantes. Il y rompt son contrat et part en Espagne où il évolue successivement à Orihuela, Atlético Baléares dans l'équivalent de la troisième division locale : la Secunda division B.
Fin 2012, il regagne la Martinique et évolue avec le Golden Lion de Saint-Joseph. Dans la foulée, il est retenu en sélection et dispute la Gold Cup 2013 aux États-Unis. Avant même la fin de cette compétition et malgré l'élimination de la Martinique dès le premier tour, Coureur est recruté par le Huracán Valencia CF, club de Segunda División B en Espagne.
En 2014, il rejoint le championnat bulgare et l'équipe du Cherno More Varna. En Bulgarie, il se révèle, et marque le but victorieux en finale de coupe de Bulgarie, dans les dernières minutes de la prolongation. Après avoir gagné la coupe de Bulgarie, la saison 2015-2016, Cherno More Varna joue les barrages de la Ligue Europa face au Dinamo Minsk, il marque l'unique but du Cherno More Varna en coupe d'Europe sur les deux matchs.
Des "exploits" qui lui offrent une belle couverture médiatique en Bulgarie et en France.
En championnat, Mathias Coureur réalise une superbe saison en inscrivant 10 buts et en réalisant 5 passes décisives en 34 matchs (toutes compétitions confondues), attirant l’œil de nombreuses formations huppées dans l'Est de l'Europe. Il reste la saison suivante à Varna, et même si cette saison se finira par une 6e place, et aucun trophée, sur le plan personnel Mathias Coureur réalise une meilleure saison, avec 12 buts inscrits en 38 matchs joués.
Le 30 mai 2016, il s'engage pour une durée de 2 ans avec le club géorgien du Dinamo Tbilissi. Il devient officiellement, le premier joueur français à porter les couleurs de ce club. Mais l'aventure tourne court, éliminé prématurément de la Ligue Europa par le Dinamo Zagreb, le joueur a plusieurs soucis avec son président et il rompt son contrat d'un commun accord.
Libre, il retourne en Bulgarie et s'engage quelques jours plus tard avec Lokomotiv Gorna Oryahovitsa.
Après quelques mois seulement, il rejoint le club de Kaysar Kyzylorda au Kazakhstan entrainé par Stoycho Mladenov.
Après de brefs passages aux quatre coins du monde, il revient en France en 2022, au Stade Poitevin . La neuvième place au classement et l'échec de la promotion entraîne une baisse du budget, poussant le joueur à quitter le club . 
 
Après une période d'inactivité de six mois, il signe à l'US Chantilly en National 3 au mercato hivernal 2024 où il participe à la montée en N2. Après cette saison, il raccroche les crampons.

## Statistiques
Le tableau ci-dessous résume les statistiques en match officiel de Mathias Coureur depuis ses débuts professionnels,.

| Saison                | Club                   | Championnat           | Championnat | Championnat | Coupe(s) nationale(s) | Coupe(s) nationale(s) | Compétition(s) continentale(s) | Compétition(s) continentale(s) | Compétition(s) continentale(s) | Séries | Séries | Martinique | Martinique | Total | Total |
| Saison                | Club                   | Division              | M.          | B.          | M.                    | B.                    | Comp.                          | M.                             | B.                             | M.     | B.     | M.         | B.         | M.    | B.    |
| 2007-2008             | AS Beauvais            | National              | 21          | 4           | 2                     | 0                     | -                              | -                              | -                              | -      | -      | -          | -          | 23    | 4--   |
| 2008-2009             | FC Gueugnon (prêt)     | National              | 9           | 3           | 1                     | 0                     | -                              | -                              | -                              | -      | -      | -          | -          | 10    | 3     |
| 2009-2010             | FC Nantes              | Ligue 2               | 0           | 0           | 0                     | 0                     | -                              | -                              | -                              | -      | -      | -          | -          | 0     | 0     |
| 2010-2011             | Orihuela CF            | Segunda División B    | 17          | 3           | -                     | -                     | -                              | -                              | -                              | 2      | 0      | -          | -          | 19    | 3     |
| 2011-2012             | Atlético Baleares      | Segunda División B    | 31          | 6           | 4                     | 0                     | -                              | -                              | -                              | 4      | 0      | -          | -          | 39    | 6     |
| 2012                  | Atlético Baleares      | Segunda División B    | 10          | 0           | 1                     | 0                     | -                              | -                              | -                              | -      | -      | -          | -          | 11    | 0     |
| 2012-2013             | Golden Lion            | DH Martinique         | 18          | 8           | -                     | -                     | -                              | -                              | -                              | -      | -      | 2          | 0          | 20    | 8     |
| 2013-2014             | Huracán CF             | Segunda División B    | 20          | 1           | 1                     | 0                     | -                              | -                              | -                              | -      | -      | 1          | 0          | 22    | 1     |
| 2014-2015             | Cherno More Varna      | A Group               | 21          | 5           | 8                     | 4                     | -                              | -                              | -                              | -      | -      | 3          | 1          | 32    | 10    |
| 2015-2016             | Cherno More Varna      | A Group               | 34          | 11          | 4                     | 0                     | C3                             | 2                              | 1                              | -      | -      | -          | -          | 40    | 12    |
| 2016                  | Dinamo Tbilissi        | Umaglesi Liga         | 2           | 0           | 0                     | 0                     | C1                             | 4                              | 0                              | -      | -      | -          | -          | 6     | 0     |
| 2016-2017             | Lokomotiv Gorna        | A Group               | 11          | 3           | 0                     | 0                     | -                              | -                              | -                              | -      | -      | 1          | 1          | 12    | 4     |
| 2017                  | Kaysar Kyzylorda       | Premier-Liga          | 32          | 6           | 1                     | 0                     | -                              | -                              | -                              | -      | -      | -          | -          | 33    | 6     |
| 2018                  | Kaysar Kyzylorda       | Premier-Liga          | 27          | 7           | 1                     | 0                     | -                              | -                              | -                              | -      | -      | -          | -          | 28    | 7     |
| 2019                  | Seongnam Football Club | K League 1            | 21          | 2           | -                     | -                     | -                              | -                              | -                              | -      | -      | -          | -          | 21    | 2     |
| 2019-2020             | Cherno More Varna      | Prva Liga             | 11          | 3           | -                     | -                     | -                              | -                              | -                              | -      | -      | -          | -          | 11    | 3     |
| 2020-2021             | Cherno More Varna      | Prva Liga             | 15          | 15          | -                     | -                     | -                              | -                              | -                              | -      | -      | -          | -          | 15    | 15    |
| Total sur la carrière | Total sur la carrière  | Total sur la carrière | 287         | 64          | 22                    | 4                     | -                              | 6                              | 1                              | 6      | 0      | 7          | 2          | 328   | 71    |

## Palmarès
- Champion du Groupe 3 de Segunda División B en 2012 avec l'Atlético Baleares.
- Vainqueur de la Coupe de Bulgarie en 2015 avec Cherno More Varna.
- Champion du Groupe D de National 3 en 2024 avec l'US Chantilly.